# Gaspereau (Nouvelle-Écosse)
Gaspereau est une localité rurale du comté de Kings en Nouvelle-Écosse au Canada. Elle est située dans la vallée de la rivière Gaspereau. Le village est entouré par des vignobles.

## Histoire
La localité fut dénommée Gaspereau par les pêcheurs acadiens dès le XVIIe siècle à l'époque du peuplement de l'Acadie, en raison de l'abondance du poisson gaspareau que les Amérindiens de la Nation des Micmacs pêchaient en ce lieu. Avant la déportation de la population acadienne par les Anglais lors du Grand dérangement de 1755, le village de Gaspereau comptait une cinquantaine d'habitants.
Au XXe siècle, des fouilles archéologiques, entreprises sur le site de l'établissement Melanson, ont mis au jour de nombreux artefacts amérindiens d'origine Micmac remontant à plus de 2 000 ans.

## Économie
Gaspereau et la vallée de la rivière Gaspereau sont connus pour leur vignoble. On y produit du vin blanc, tel que "L'Acadie blanc" et du vin rouge, tel que "Maréchal Foch'". La vigne pousse à l'état naturel depuis des siècles dans cette région des provinces maritimes, vers l'an 1000, les Vikings, conduits par Leif Erikson avaient déjà dénommé cette contrée le Vinland.